# Charley Koontz
Pour les articles homonymes, voir Koontz (homonymie).
Charley Koontz est un acteur américain né le 10 août 1987 à Concord, en Californie. Il est connu pour son rôle récurrent de l'étudiant surnommé "Fat Neil" dans la série Community et son rôle de l'agent Daniel Krumitz dans la série Les Experts : Cyber. Il a aussi joué dans de nombreux travaux de Quentin Dupieux.

## Biographie
Charley Koontz est né le 10 août 1987 à Concord en Californie. Il a grandi dans la baie de San Francisco et il est gradué de la De La Salle High School de Concord. Là-bas, il a joué dans des pièces théâtres scolaires. Il a aussi étudié à l'université Loyola Marymount à Los Angeles et il a obtenu un baccalauréat en théâtre.

## Carrière
Son premier film, Rubber, dirigé par Quentin Dupieux, a été présenté en avant-première au Festival de Cannes 2010. Il travaille à nouveau avec Quentin Dupieux en 2011 sur le film Wrong. Il a fait partie de la compagnie théâtrale Will & Company basée à Los Angeles.
Il a joué dans plusieurs séries telles que Modern Family, Perfect Couples, Awake et Royal Pains. Il a aussi joué dans plusieurs films tels que le thriller sexuel Contracted, le thriller paranormal Hauting of Cellblock 11 et dans Road to Juarez.
Pendant quatre ans, il a interprété le rôle récurrent de l'étudiant surnommé Fat Neil dans la série Community.
Depuis 2015, il joue le rôle de l'agent Daniel Krummitz dans la série Les Experts : Cyber.

## Filmographie
Cinéma
- 2010 : Rubber : Charley, un cinéphile
- 2011 : Couples Therapy : Phil
- 2011 : Road to Juarez : Rob Hermann
- 2012 : Wrong : Collègue Richard
- 2012 : Kool Kidz : DJ Chaz
- 2012 : Trick or Treater - Part II : Man
- 2013 : Apparitional : Berger
- 2013 : Contracted : Zain
- 2014 : Réalité : un piéton
- 2015 : Contracted 2 : Zain
- 2015 : Tail : Ben

Télévision
- 2009-2010 : Free Rent : Chuck (5 épisodes)
- 2010-2011 : Gigantic : Peter (1x10/1x11)
- 2011 : Perfect Couples : livreur de pizza (1x04)
- 2011-2015 : Community : Fat Neil
- 2012 : Awake : Tim Wax (1x07)
- 2012 : Worker's Comp : Lonny (téléfilm)
- 2012 : Royal Pains : Owen (4x15/4x16)
- 2013 : Modern Family : Santa (5x10)
- 2015 : Clarence : Glary / Teen (voix) - 1x51
- 2015-2016 : Les Experts : Cyber : Agent Daniel Krummitz
- 2025 : NCIS : Enquêtes spéciales : Max Hoffmann (22x12)